# Ereignissemantik
Die Ereignissemantik (engl. event semantics) ist eine Theorie innerhalb der formalen Semantik für natürliche Sprachen, die auf einen Artikel von Donald Davidson über Die logische Form der Handlungssätze (1967) zurückgeht. Dort wird eine eigenständige Ereignisvariable angenommen, die in jedem Ereignissatz implizit ist.

## Die Davidsonsche Ereignissemantik
Die Argumente Davidsons sind im Artikel Die logische Form der Handlungssätze dargestellt. Hier noch einmal kurz das Beispiel:
- Jones buttered the toast.
- Jones buttered the toast slowly in the bathroom with a knife.

Die Analyse von adverbialen Modifikationen, nach u. a. Richard Montague (1973) und Robert Stalnaker (1973) analysiert einen solchen Satz so, dass das Verb butter eine binäre Relation zwischen den nominalen Ausdrücken im ersten Satz ist. Die Adverbien im zweiten Satz sind verbale Modifikatoren, d. h., sie sind Funktionen von Verben nach Verben:
- {\displaystyle butter(j,t)}
- {\displaystyle [with(k)(in(b)(slowly(butter)))](j,t)}

Der Vorschlag von Davidson plädiert aus verschiedenen Gründen dafür, verbale Prädikate als dreistellige Relation zwischen einer impliziten Ereignisvariablen und den nominalen Rollen wie oben zu analysieren. Die Ereignisvariable ist dann stets existenziell quantifiziert. Modifikatoren können  beliebig konjunktiv hinzuaddiert werden:
- {\displaystyle \exists e[butter(e,j,t)]}
- {\displaystyle \exists e[butter(e,j,t)\wedge slowly(e)\wedge in(e,b)\wedge with(e,k)]}

## Die neo-Davidsonsche Ereignissemantik
In der neo-Davidsonschen Ereignissemantik (siehe James Higginbotham 1983 und Parsons 1990) wurde diese Theorie noch etwas weitergeführt und argumentiert, dass nicht nur Aktionsverben, sondern auch statische Verben ein implizites Ereignisargument haben. Verben sind in dieser Theorie aber einstellige Prädikate über Ereignisse, während semantische Rollen als Relationen zwischen der Ereignisvariablen und dem jeweiligen Argument analysiert werden.
- {\displaystyle \exists e[butter(e)\wedge agent(e)=j\wedge theme(e)=t]}
- {\displaystyle \exists e[butter(e)\wedge agent(e)=j\wedge theme(e)=t\wedge slowly(e)\wedge location(e)=b\wedge instrument(e)=k]}